# Yuko Fujimoto
Yuko Fujimoto (藤本 佑子, Fujimoto Yūko), née le 14 janvier 1943 à Hiroshima (Japon), est une ancienne joueuse de volley-ball japonaise. Elle est championne olympique en 1964.

## Carrière
Membre des Sorcières de l'Orient (en), elle est championne olympique de volley-ball lors des Jeux olympiques d'été de 1964.
Elle est membre de l'équipe Nichibo Kaizuka de 1962 à 1964.

## Palmarès

### Équipe nationale
- Jeux olympiques
  -  1964 à Tokyo.

### En clubs
- NHK Cup[2]
  - Vainqueur : 1963, 1964.
- Tournoi de Kurowashiki[2]
  - Vainqueur : 1962, 1963, 1964.